# John Roberts (skuespiller)
Jonathan "John" Roberts (født 1971) er en amerikansk stemmeskuespiller.